# Michael Patrick Olatunji Fagun
Michael Patrick Olatunji Fagun (* 17. April 1935 in Akure) ist Altbischof vom Bistum Ekiti in Nigeria.

## Leben
Michael Patrick Olatunji Fagun empfing am 4. Juli 1965 die Priesterweihe und wurde in den Klerus des Bistums Ondo inkardiniert. Paul VI. ernannte ihn am 28. Juni 1971 zum Weihbischof in Ondo und Titularbischof von Casae Nigrae.
Der Bischof von Ondo, William Richard Field SMA, weihte ihn am 10. Oktober desselben Jahres zum Bischof; Mitkonsekratoren waren Lucas Olu Chukwuka Nwaezeapu, Bischof von Warri, und Anthony Saliu Sanusi, Bischof von Ijebu-Ode. 
Am 30. Juli 1972 wurde er zum Bischof von Ekiti ernannt. Am 17. April 2010 nahm Papst Benedikt XVI. sein altersbedingtes Rücktrittsgesuch an.